# 3-etoxipropionitrilo
El 3-etoxipropionitrilo, también llamado 3-etoxipropanonitrilo y 3-etoxipropiononitrilo, es un compuesto orgánico de fórmula molecular C5H9NO. Su estructura química corresponde a un nitrilo y un éter, estando el átomo de oxígeno unido a un grupo etilo y a un grupo cianoetilo (-CH2-CH2-C≡N).

## Propiedades físicas y químicas
A temperatura ambiente, el 3-etoxipropionitrilo es un líquido incoloro con una densidad menor que la del agua (ρ = 0,911 g/cm³).
Tiene su punto de ebullición a 171 °C mientras que su punto de fusión es de -22 °C.
El valor del logaritmo de su coeficiente de reparto, logP =0,09, indica una solubilidad muy similar en disolventes polares y en disolventes apolares.
Su solubilidad en agua es de 230 g/L (valor estimado).
Este compuesto es incompatible con agentes oxidantes enérgicos.

## Síntesis y usos
El 3-etoxipropionitrilo se puede sintetizar adicionando etanol a acrilonitrilo. Para eliminar la inhibición estérica, esta reacción debe tener lugar a altas presiones en presencia de tributilfosfina como catalizador. Incluso con estas condiciones, el rendimiento químico de la reacción es de sólo el 10%.
Asimismo, la reacción de Heck entre iodobenceno y acrilonitrilo, catalizada por nanopartículas de Pd(0) estabilizadas por polivinilpirrolidona (Pd-PVP) en etanol, da como resultado diversos fenil- y difenilpropionitrilos además de 3-etoxipropionitrilo.
A su vez, el 3-etoxipropionitrilo puede ser precursor en la síntesis de cianoacetato de etilo: se le hace reaccionar con O2, N-hidroxiftalimida, acetonitrilo y acetato de cobalto tetrahidratado, este último en calidad de catalizador.
Por otra parte, el radical derivado de este compuesto —1-(2-cianoetoxi)etil— ha sido utilizado como grupo protector 2'-hidroxi en un nuevo método para la síntesis de oligoribonucleótidos.
Se ha propuesto el uso del 3-etoxipropionitrilo en la manufactura de dispositivos de electroluminiscencia orgánicos, dispositivos que constan de dos electrodos con una capa orgánica dispuesta entre ambos; dicha capa puede fabricarse usando una disolución que incluya el compuesto orgánico contenido en la capa y un disolvente orgánico. Entre los disolventes a utilizar están diversos nitrilos como valeronitrilo, heptanonitrilo o 3-etoxipropionitrilo.

## Precauciones
El 3-etoxipropionitrilo es una sustancia inflamable que tiene su punto de inflamabilidad a 63 °C.
Al arder puede emitir óxidos de nitrógeno, monóxido de carbono y dióxido de carbono.
Este compuesto es tóxico si se inhala o ingiere. Debe evitarse su contacto con piel y ojos, ya que es irritante, pudiendo causar también irritación en el sistema respiratorio.